# Ashley Montagu
Ashley Montagu (Londra, 28 giugno 1905 – Princeton, 26 novembre 1999) è stato un antropologo e saggista inglese.
Si può definire un antropologo ed un umanista che ha reso popolari temi quali la razza ed il sesso, nonché la loro relazione con la politica, la cultura, lo sviluppo storico.
È stato responsabile del progetto di studio dell'UNESCO Il problema della razza (The Race Question). Nel suo famoso libro Growing Young salutato con entusiasmo da Stephen Jay Gould sviluppa l'ipotesi di una neotenia umana.

## Biografia
Secondo una intervista di Leonard Lieberman, Andrew Lyons e Hariet Lyons sulla rivista Current Anthropology Ashley Montagu è nato nel quartiere East End di Londra da genitori ebrei col nome di Israel Ehremberg. In seguito cambiò il suo nome in "Montague Francis Ashley-Montagu", nome divenuto poi "Ashley Montagu" dopo il suo arrivo negli Stati Uniti. Sviluppò subito un forte interesse per l'anatomia e fin da ragazzo fu benvoluto da Arthur Keith con cui strinse un sodalizio che durò tutta la vita. Nel 1922 all'età di 17 anni entrò allo University College di Londra dove riceve una laurea in psicologia dopo aver studiato con Karl Pearson e Charles Spearman ed aver seguito corsi di antropologia con Grafton Elliot Smith e Charles Gabriel Seligman. Studiò pure alla London School of Economics dove fu uno dei primi studenti di Bronisław Malinowski. Nel 1937 conseguì il dottorato in antropologia alla Columbia University, dove realizzò lavori di ricerca conclusi con una dissertazione del 1938 dal titolo "Venire al mondo tra gli aborigeni australiani: uno studio delle credenze sulla procreazione delle tribù native dell'Australia" (Coming into being among the Australian Aborigines: A study of the procreative beliefs of the native tribes of Australia) diretti da Franz Boas e Ruth Benedict.
Insegnò anatomia in varie scuole degli Stati Uniti prima di diventare professore di antropologia alla università Rutgers dal 1949 al 1955. Negli anni cinquanta Montagu produsse una serie di lavori cha affrontavano la questione della validità del concetto di razza da un punto di vista biologico, psicologico, culturale, tra cui il suo famoso La Razza. Analisi di un mito (Man's Most Dangerous Myth: The Fallacy of Race, letteralmente "Il più pericoloso tra i miti umani: l'errata credenza nella razza"), contribuendo anche alla successiva risoluzione UNESCO sulla questione della razza (1978). La sua argomentazione prendeva di mira in modo particolare e si opponeva al lavoro di Carleton Coon. Nel 1952 con William Vogt inaugurò le Alfred Korzybski Memorial Lectures.
Si ritirò dalla carriera accademica nel 1955 per andare a Princeton, nel New Jersey per continuare la sua divulgazione scientifica e i suoi interventi pubblici sui media. Divenne ospite fisso e molto popolare della trasmissione Tonight Show di Johnny Carson. Partecipa anche alla trasmissione The Donahue Show e scrive sui giornali The Ladies Home Journal e The Saturday Review. Ciò gli permise di divulgare al grande pubblico i suoi numerosi studi, già pubblicati, sulla significativa relazione tra la madre ed il figlio appena nato. L'effetto umanizzante del contatto fisico fu la linea guida degli studi sulle scimmie in cattività e sulla violenza patologica degli adulti umani soggetto del suo documentario Time-Life dal titolo Rock A Bye Baby (1970). Più tardi, Montagu si oppose attivamente alle mutilazioni e alle modifiche genitali sui minori. Nel 1994 James Prescott scrisse e titolò in suo onore la Ashley Montagu Resolution, una petizione firmata da molte personalità, oltre ad Ashley Montagu, alla Corte Mondiale di Giustizia per porre termine alla mutilazione genitale dei bambini nel mondo.
Montagu insegnò alle Università di Harvard, alla Rutgers (dove ebbe la segreteria del Dipartimento di Antropologia), a Princeton, alla University of California, alla New York University. Scrisse oltre 60 libri.

## Opere
- Man's Most Dangerous Myth: The Fallacy of Race, 1942. Tradotto in italiano in La razza. Analisi di un mito, Einaudi, PBE Scienza, 1966.
- The Natural Superiority of Women, 1953. Tradotto in italiano in La naturale superiorità delle donne, Bompiani, collana "L'uomo", 1956.
- Anthropology and Human Nature, 1957.
- The Cultured Man, 1958.
- Life Before Birth, 1964. Tradotto in italiano in La vita prima della nascita, Longanesi, 1970.
- The Anatomy of Swearing, 1967.
- On Being Human, 1967.
- The Nature of Human Aggression, 1968.
- Touching: The Human Significance of The Skin, 1971. Tradotto in italiano in "Il linguaggio della pelle", Verdechiaro, 2012.
- The Elephant Man. A study in human dignity, con Sir Frederick Treves, 1971.
- Human Evolution. An introduction to biological anthropology, 1977.
- The Human Connection, 1979.
- Growing Young, 1981.
- Living and Loving, 1986.
- The Peace of The World, 1987.

Montagu scrisse la prefazione e la bibliografia dell'edizione del 1955 (ristampata nel 2005) di Il mutuo appoggio (1902) (ISBN 88-7641-301-4) del fondatore del comunismo anarchico, Pëtr Alekseevič Kropotkin, e nel 1956, l'edizione di  Toynbee and History: Critical Essays and Reviews, 1956 Cloth, Boston, 1982-06, ISBN 0-87558-026-2, una critica del fondamentale A Study of History di Arnold J. Toynbee.
È coautore con Floyd Matson di The Human Connection e di The Dehumanization of Man. È inoltre sceneggiatore e regista del film One World or None, descritto come uno dei migliori documentari mai fatti.

## Citazioni
- Si comincia a comprendere come mai parto e mestruo da fenomeni naturali siano stati trasformati in un handicap, anzi in vere malattie. Gli uomini proiettano i loro desideri inconsci sullo schermo della società in cui vivono, e plasmano le loro istituzioni e i loro dèi nella forma dei propri desideri. L'invidia che provano per le facoltà fisiologiche della donna li fa sentire deboli e ad essa inferiori: la paura sovente si aggiunge alla gelosia. L'unico modo per difendersi dalle donne e, nello stesso tempo, per punirle, è quello di svalutare le loro capacità trasformando le prerogative femminili in stati di inferiorità. Si può benissimo in tal modo negare la superiorità fisiologica della femmina e arrivare perfino a considerarla una creatura sudicia e impura, da evitarsi! Insomma, la superiorità fisiologica può ridurre la donna in una condizione d'inferiorità sociale. Ecco come si svolge tale processo: la superiorità fisiologica va prima portata a uno stato d'inferiorità sociale, che viene poi convertita in inferiorità biologica. A questo punto, come dubitare dell'inferiorità biologica e sociale della donna? Da La naturale superiorità della donna, Bompiani, 1956, pp. 26–27.
- Il grave pericolo e il malanno della nostra epoca sono che le differenze culturali esistenti fra i diversi gruppi etnici tendono a smorzarsi o a essere assorbite e ad annullarsi troppo rapidamente... la storia della nostra specie ci insegna che le diversità culturali sono la forza creatrice della storia. Da La razza. Analisi di un mito, Einaudi PBE, p. 239.
- La naturale superiorità delle donne è un fatto biologico, ed è anche una realtà riconosciuta a livello sociale. In una conversazione con Johnny Carson durante una apparizione per promuovere il libro La naturale superiorità delle donne.
- La scienza ha delle prove senza certezze. I creazionisti hanno delle certezze senza alcuna prova. Durante una conversazione con Johnny Carson.
- Suggerisco l'idea di morire giovani il più tardi possibile. Durante una conversazione con Johnny Carson.
- ... la circoncisione, una mutilazione rituale arcaica che non ha nessuna giustificazione di nessun tipo e in nessun posto in una società avanzata. In Mutilated Humanity.
- L'uomo è l'unico servomeccanismo non-lineare di circa settanta Kg che può essere costruito senza specialisti qualificati. Dal sito: The Ashley Montagu Institute
- La famiglia è l'istituzione che produce in modo sistematico le malattie mentali. Durante una conversazione con Johnny Carson.